# Belisana wangchengi
Espèce
Belisana wangchengi est une espèce d'araignées aranéomorphes de la famille des Pholcidae.

## Distribution
Cette espèce est endémique du Guizhou en Chine,. Elle se rencontre dans le xian de Jiangkou.

## Description
Le mâle holotype mesure 2,06 mm et la femelle paratype 2,16 mm.

## Systématique et taxinomie
Cette espèce a été décrite par Wang, Yao et Zhang en 2024.

## Étymologie
Cette espèce est nommée en l'honneur de Cheng Wang.

## Publication originale
(juin 2024).
- Wang, Yao & Zhang, 2024 : « A new spider species of Belisana Thorell, 1898 (Araneae, Pholcidae) from Guizhou Province, south-western China. » Biodiversity Data Journal, vol. 12, no e125111, p. 1-7 (texte intégral).